# Emil von Sauer

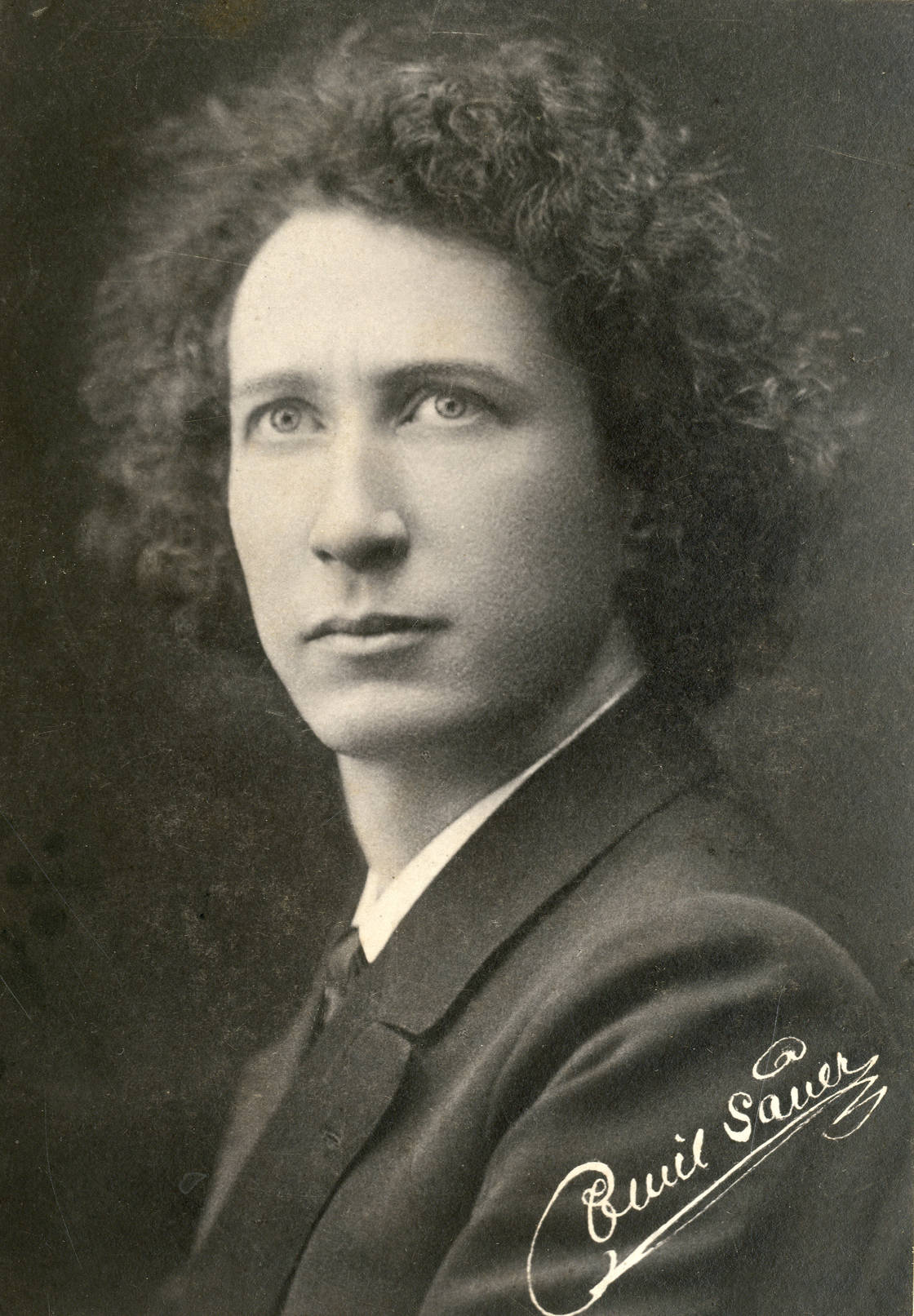
Emil Sauer in 1902

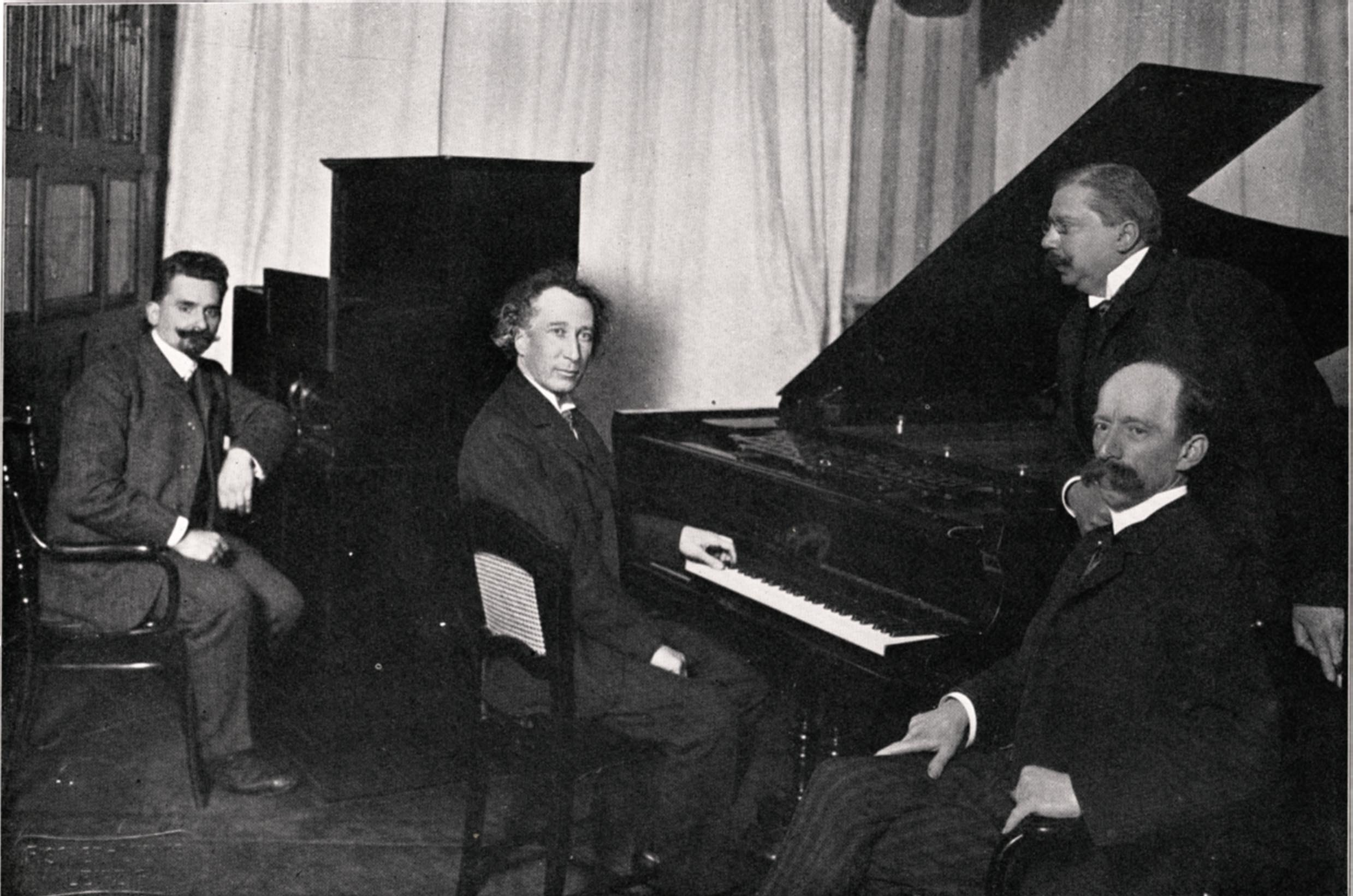
Emil Sauer op 25 november 1905 tijdens de opname op de Reproductie-piano van Welte-Mignon in Leipzig. Links: Karl Bockisch

Emil Georg Konrad (von) Sauer (Hamburg, 8 oktober 1862 – Wenen, 29 april 1942) was een Duits componist, pianist en muziekpedagoog.

## Biografie
Sauer (het von kwam pas in 1917 toen hij in de adelstand werd verheven) kreeg zijn eerste muzieklessen van zijn moeder. Die liet hem voorspelen bij Anton Rubinstein, die hem een aanbeveling gaf voor zijn broer, Nikolaj Rubinstein, die directeur was van het Conservatorium van Moskou, waar hij zich in 1879 inschreef.
Zijn eerste concert gaf hij op 15 januari 1885 in Berlijn, waar hij het eerste pianoconcert van Xaver Scharwenka speelde. Zijn eerste tournee in de Verenigde Staten was een groot succes, maar hij ergerde zich onmiddellijk aan de Amerikaanse wijze van publiciteit maken. Vanaf 1901 werkte hij aan het Weense conservatorium, waar hij meesterklassen voor piano gaf. Tot aan zijn dood bleef hij dit doen en ondernam uitgebreide concerttournees door Europa en de Verenigde Staten.

## Sauer en Liszt
Na de dood van Nikolaj Rubinstein ging Sauer in 1882 naar Engeland. Maar het ging niet goed in Engeland. Hij gaf wat lesjes hier en daar tegen een laag tarief en wat huisconcertjes om rond te komen. Tot de kunstenaar Hercules Brabazon Brabazon hem hoorde en diep onder de indruk was van zijn virtuositeit. Hij ging Sauer op elke mogelijke manier helpen en arrangeerde een ontmoeting tussen zijn protegé en Liszt. Hij keerde terug naar Duitsland, waar hij van 1884 tot 1885 les kreeg van Franz Liszt in Weimar.
“Ik was dood nerveus toen ik Liszt op me af zag komen”, herinnert Sauer zich. “Hij kwam met uitgestrekte armen op me af, als een vader. Ik voelde zijn charisma. Hij sprak met korte onsamenhangende zinnen tegen me met een zachte melodieuze stem en zei dat hij hoge verwachtingen had van mij omdat hij zoveel goede berichten over mij had gehoord”.
“We moeten voor morgen maar even een korte ontmoeting afspreken want ik wil je graag horen”, zei Liszt. "Toen hij afscheid nam", vervolgt Sauer, "gaf Liszt me een kus op mijn voorhoofd”.
Sauers mening over Liszt veranderde behoorlijk. Toen hij jong was, wees hij de muziek van Liszt af. Hij vond Liszt meer een dramaturg dan een pianist. Nadat hij les had gehad van Liszt vond hij diens invloed op hemzelf en op de muziek in zijn algemeenheid enorm belangrijk.
Volgens Krause, zelf ook oud-student van Liszt, hadden alleen Reisenauer en Sauer hetzelfde prachtige toucher als dat Liszt had, verder niemand.
Overal waar Sauer kwam werd hij dol enthousiast onthaald en schreef de pers hem de hemel in. Maar in 1939 kende niemand hem eigenlijk nog en bestond zijn eigen generatie al niet meer.

## Nalatenschap

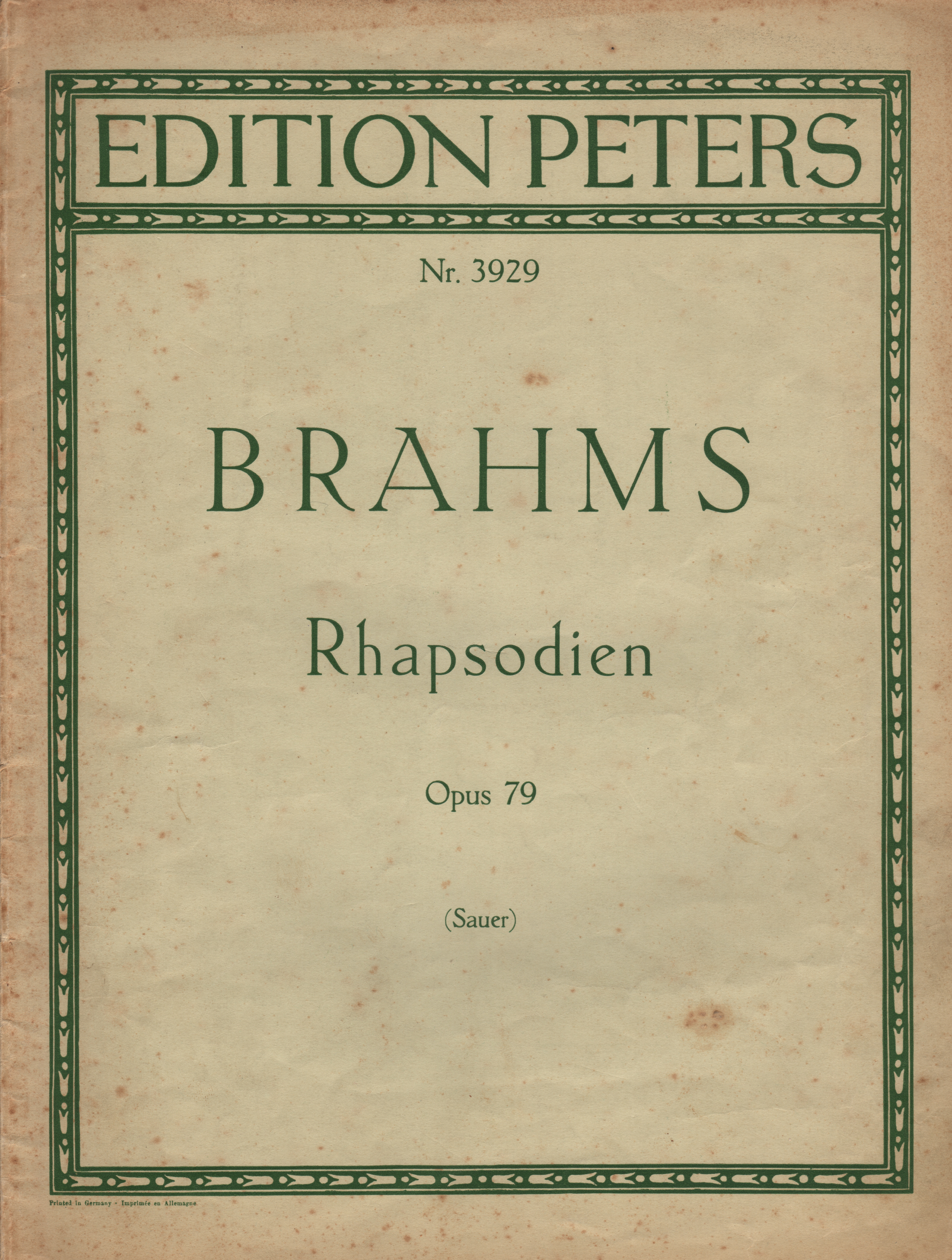
Brahms Rhapsodien geredigeerd door Sauer

Tot op hoge leeftijd bleef hij actief en pianorollen inspelen en radio-uitzendingen opnemen. Zo nam hij samen met het Concertgebouworkest o.l.v. Willem Mengelberg op 78-jarige leeftijd nog het Schumann concert op. Met de muzikale ontwikkelingen in de 20e eeuw had hij niets.
Tegenwoordig kennen de pianoliefhebbers en pianostudenten hem alleen nog van het feit dat zijn naam heel klein tussen haakjes staat onder die van Brahms, Chopin, Liszt en Schumann in de Peters uitgaven van de pianowerken van bovengenoemde componisten. Sauer heeft ze bewerkt en uitgegeven.
Zijn toen zo succesvolle eerste pianoconcert in E-mineur is pas 52 jaar na zijn dood voor het eerst op cd vastgelegd door Hyperion Records.
Sauer leefde een rijk en lang muzikaal leven. Hij is 79 jaar geworden.

## Eerbewijzen
- Sauer werd in 1917 door de Oostenrijks/Hongaarse monarchie in de adelstand verheven.
- Gouden medaille van de Royal Philharmonic Society, Londen

## Werken (selectie)

### Algemeen
Von Sauer schreef onder meer pianoconcerten, sonates, etudes en liederen. Verder schreef hij muziekpedagogische boeken en in 1900 schreef hij een autobiografie.

#### Selectie uit zijn werken
- Pianoconcert in e
- Pianoconcert Nº2 in c 1901)
- Pianosonate in D
- Pianosonate in Es
- *Etudes de Concert
- Suite moderne

## Muziek
- Emil von Sauer - The complete commercial recordings. 3 CD. Marston, 1998. EAN 6

- Bibsys: 2069767
- Biblioteca Nacional de España: XX1531042
- Bibliothèque nationale de France: cb14823830c (data)
- CiNii: DA08959992
- Gemeinsame Normdatei: 116977108
- International Standard Name Identifier: 0000 0001 1030 5316
- Library of Congress Control Number: n84098318
- Nationale Bibliotheek van Letland: 000148974
- MusicBrainz: 36668011-8c30-45e7-8e16-8ba0dccc93f1
- Nationale Bibliotheek van Tsjechië: ola2003167535
- Nationale bibliotheek van Australië: 35729101
- Nationale Bibliotheek van Israël: 987007267542505171
- Nationale Bibliotheek van Polen: a0000001616343
- Nationale en Universitaire bibliotheek Zagreb: 000400619
- Nederlandse Thesaurus van Auteursnamen: 071859977
- Réseau des bibliothèques de Suisse occidentale: 02-A000144449
- Istituto Centrale per il Catalogo Unico: LO1V147328
- LIBRIS: 89818
- SNAC: w67w76j8
- Système universitaire de documentation: 146835174
- Trove: 1061017
- Virtual International Authority File: 87253642
- WorldCat: E39PBJvCKFGrWgKDcdPw38MdcP